# Couvent des Cordeliers de Châteauroux
Pour les articles homonymes, voir Couvent des Cordeliers.
Le Couvent des Cordeliers de Châteauroux est un ancien couvent situé dans la ville de Châteauroux dans l'Indre.
L'ancienne église des Cordeliers est classée au titre des monuments historiques par décret du 29 novembre 1932. Tous les éléments bâtis (à l'exception de l'église déjà classée) et les sols correspondant à l'emprise de l'enclos du couvent sont inscrits au titre des monuments historiques par arrêté du 8 août 2013.

## Histoire
C'est un ancien couvent franciscain du XIIIe siècle, place Sainte-Hélène. Il héberge aujourd'hui une partie de l'École des beaux-arts et des expositions d'art contemporain (par exemple la biennale internationale de céramique de Châteauroux). Situé dans la partie historique de la ville et dominant la vallée de l'Indre, c'est un lieu de promenade agréable.

## Description

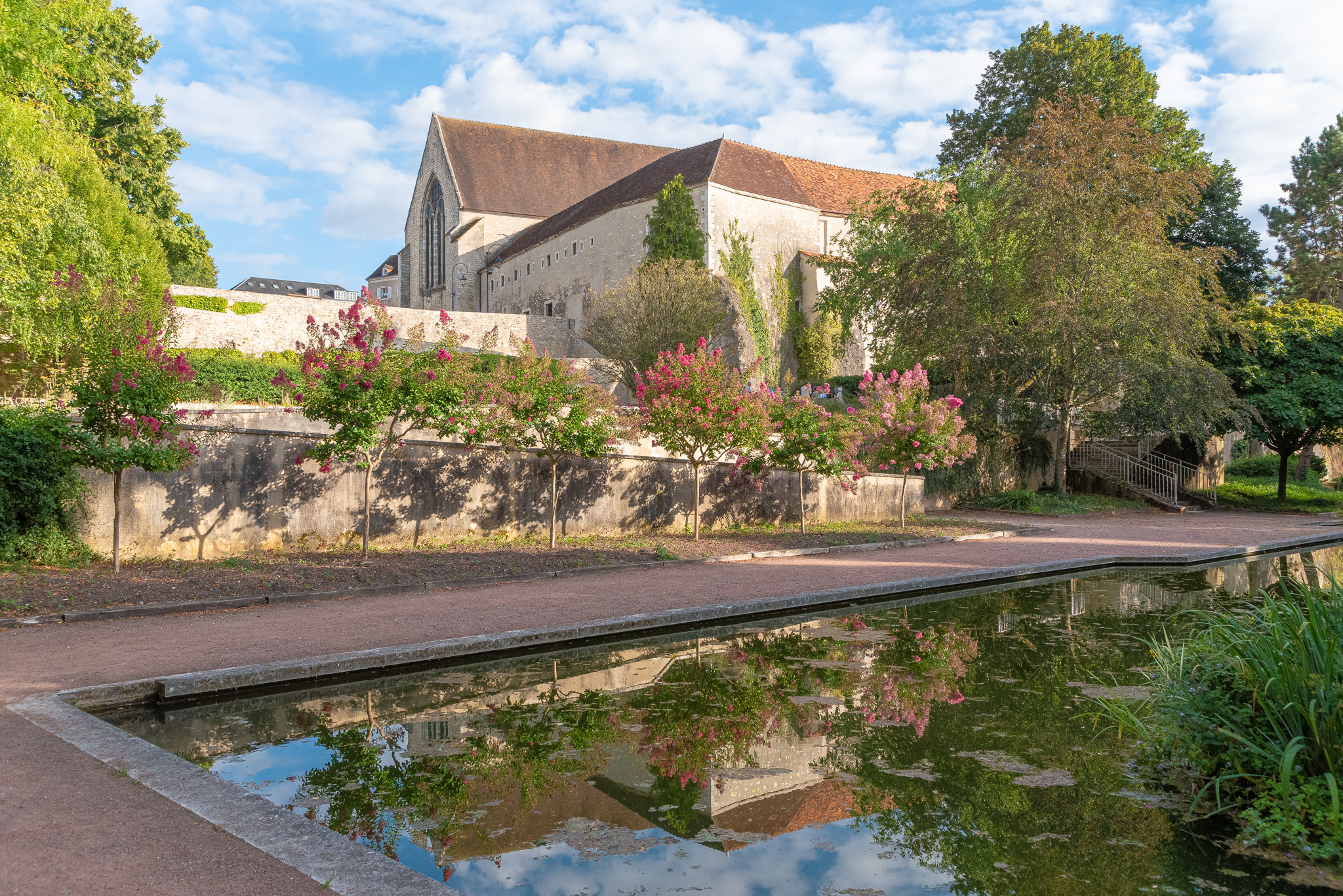
Couvent des Cordeliers depuis les jardins
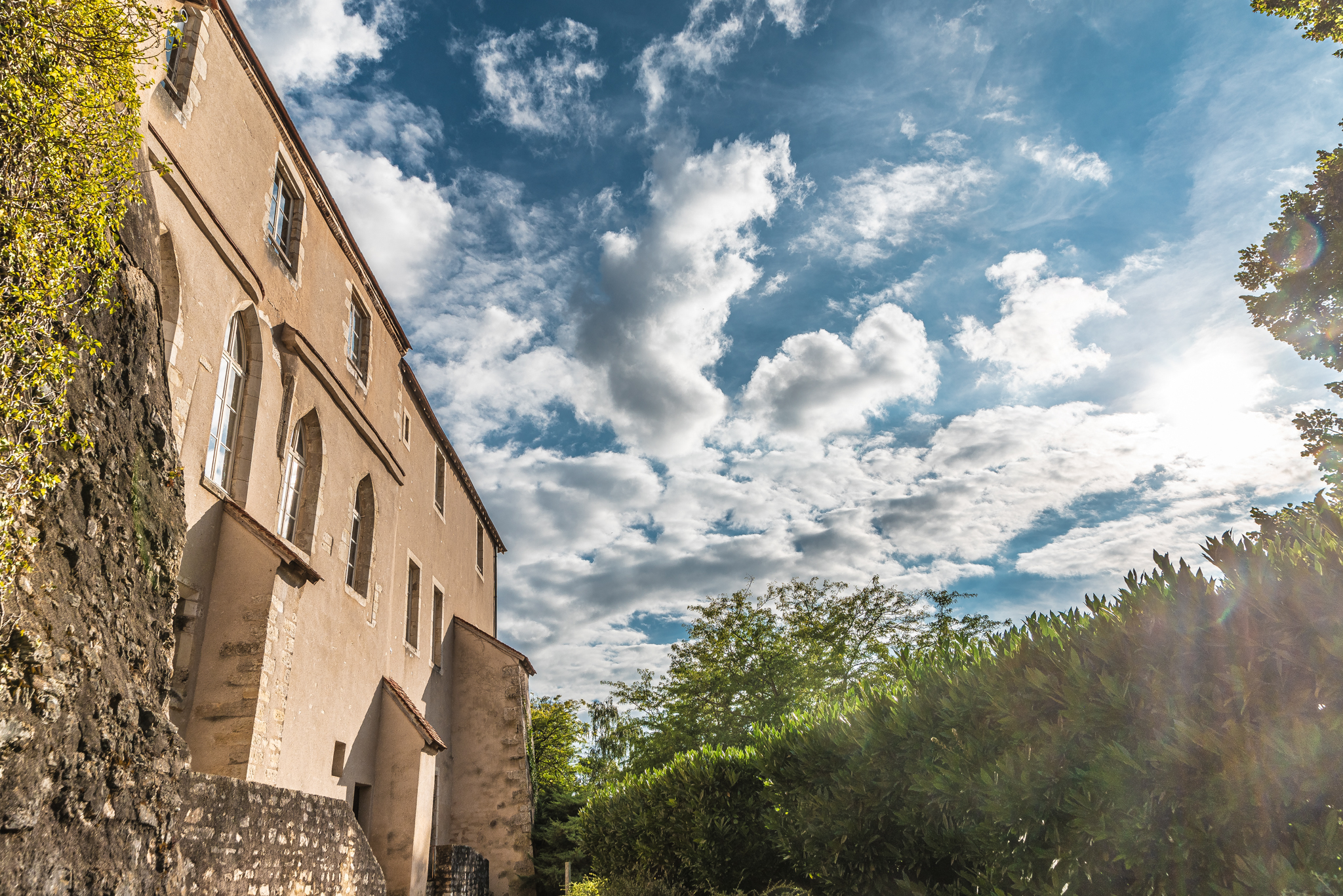
Couvent des Cordeliers depuis les jardins
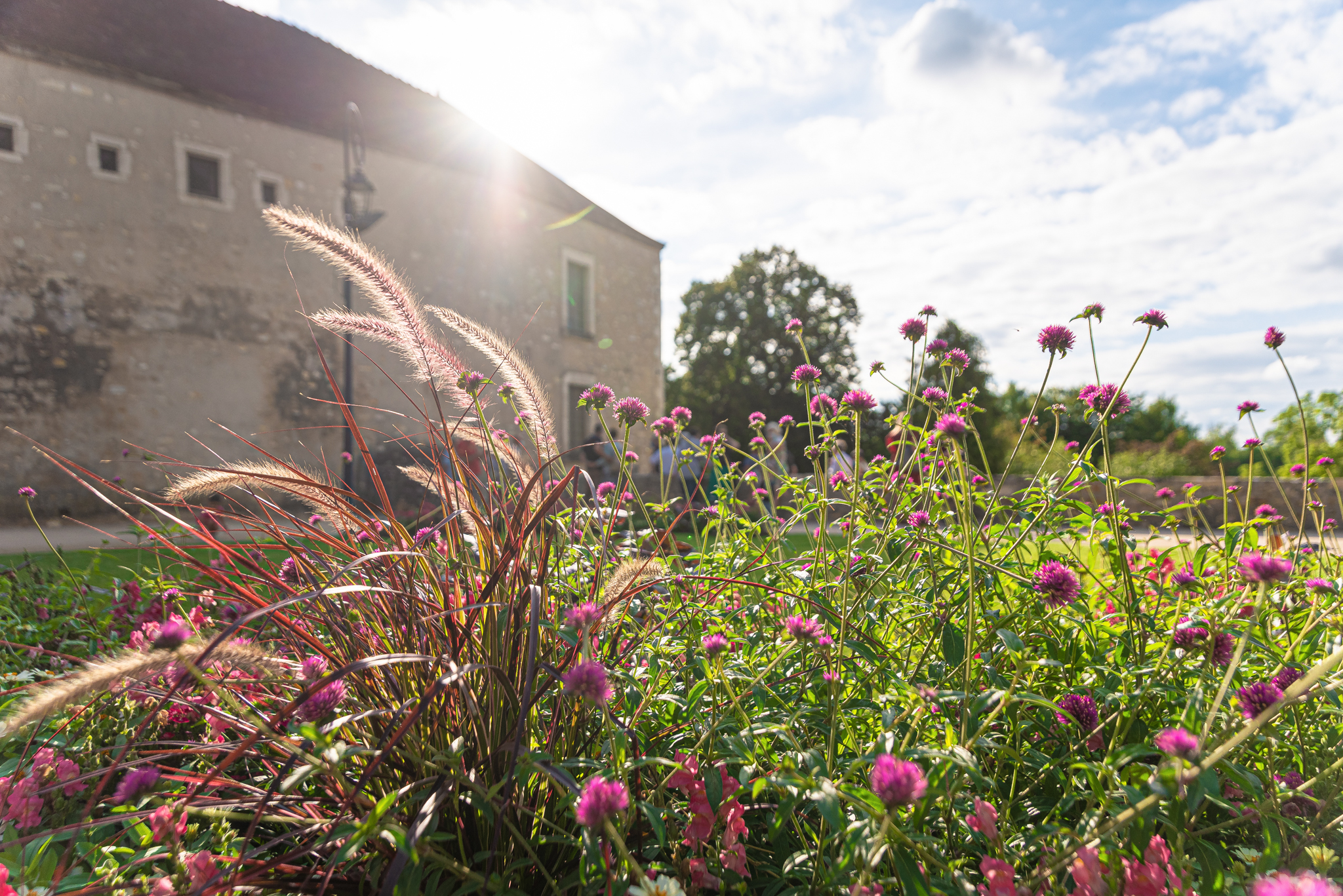
Couvent des Cordeliers depuis les jardins
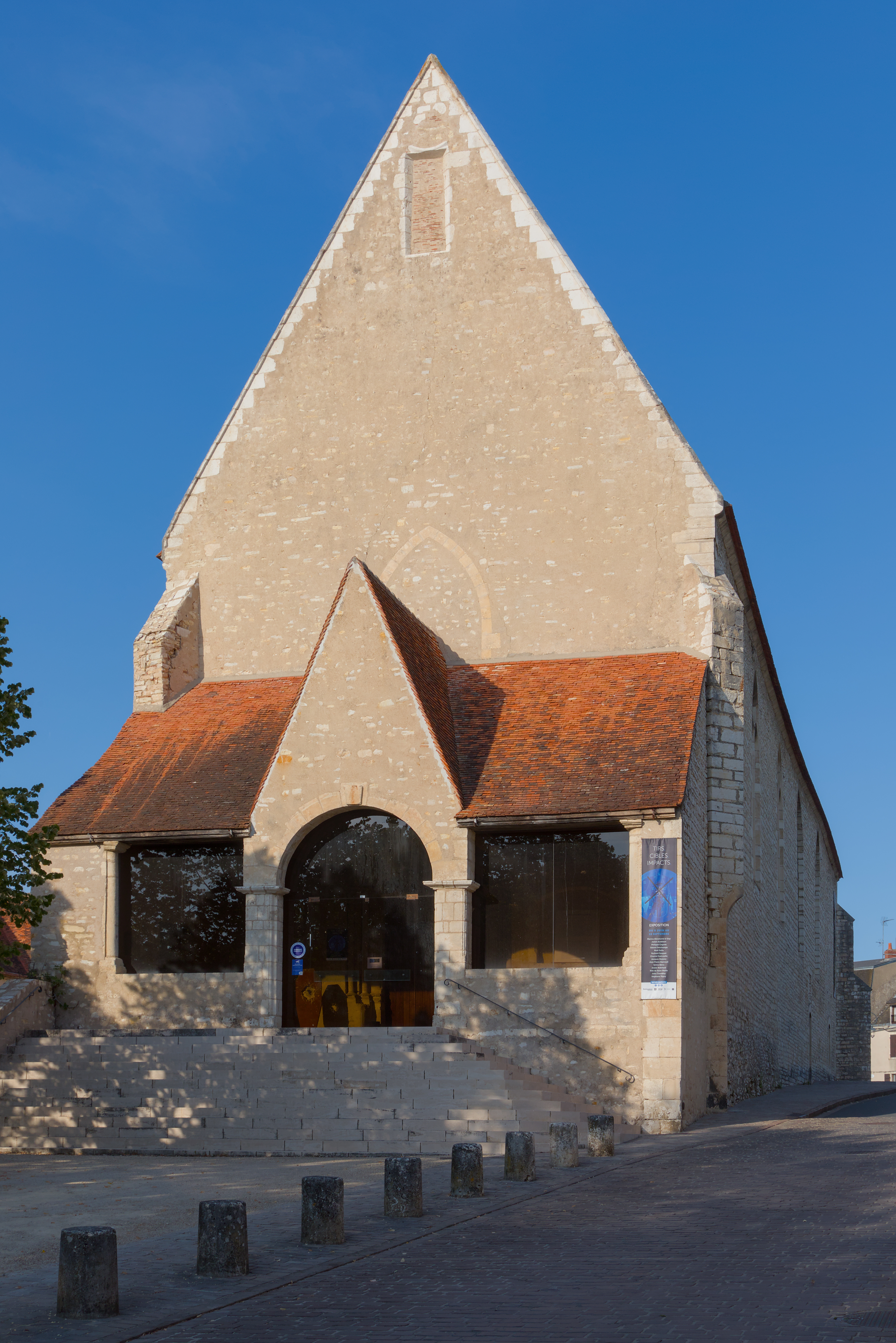
Façade principale de l'église à l'ouest
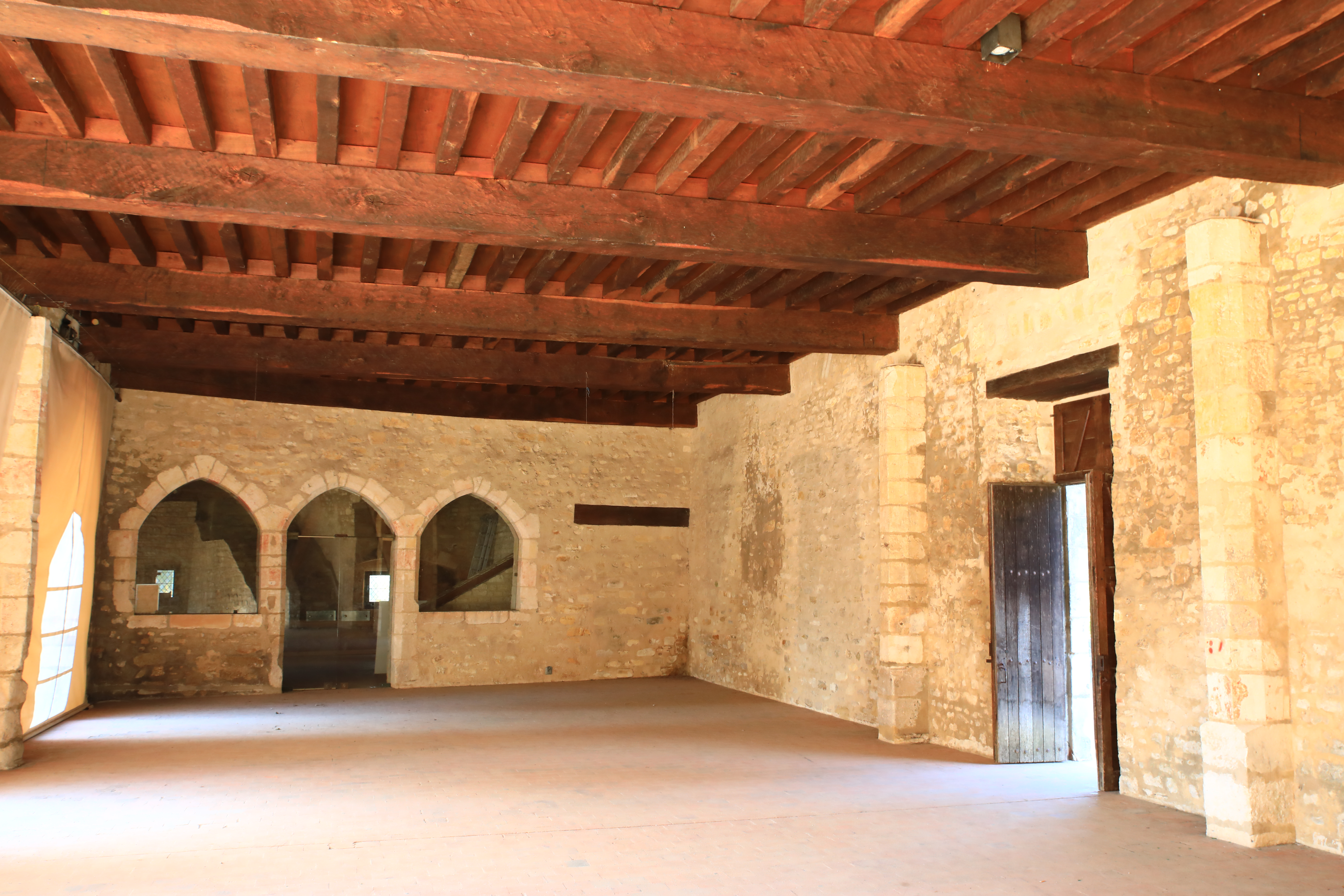
Passage couvert vers les jardins